# Left Over Ladies
Pour plus de détails, voir Fiche technique et Distribution.
Left Over Ladies est un film américain réalisé par Erle C. Kenton, sorti en 1931.

## Synopsis
Patricia Worth attire l'attention des journalistes lorsqu'elle refuse une pension alimentaire après son divorce. Le journaliste "Scoop" O'Connor, qui l'a interviewée, est surpris d'apprendre qu'elle a l'intention de gagner sa vie comme écrivain, même si elle ne l'a jamais fait auparavant. Il l'invite à une fête donnée par Jerry Reynolds, l'auteur d'un roman populaire sur le divorce, et qui a récemment lui-même divorcé. Ronny Worth, l'ex-mari de Patricia, et la Duchesse, une ancienne chanteuse d'opéra ayant un problème d'alcool, sont également présents à la fête. Patricia est présentée à Jerry, qui est inconsolable parce que sa femme Amy l'a quitté. Bien qu'il écrive des articles positifs sur le divorce, il n'y croit pas lui-même. Après que Patricia et la duchesse ont emménagé dans l'appartement voisin de celui de Jerry, Patricia et Jerry tombent amoureux, mais elle refuse de s'engager. 
Scoop, qui aime lui-aussi Patricia, lui écrit ses articles. Mais elle le rejette. Pendant ce temps, Ronny se fiance avec la coureuse de dot Vera Lane. Wilson Churchill rompt sa liaison avec Amy, qui veut maintenant retourner avec Jerry. Patricia refuse cependant de l'abandonner et emménage dans l'appartement de Jerry. Finalement, Jerry se réconcilie avec Amy pour le bien de leur fils Buddy. Après que Jerry a rompu avec elle, Patricia trouve un mot de Ronny lui demandant de revenir vers lui. Elle est prête à se réconcilier, mais entre-temps, Ronny a appris sa relation avec Jerry et pense qu'elle l'a quitté pour un autre homme. La vie de Patricia se transforme en cauchemar : en passant par le hall de l'hôtel, elle voit une douzaine de femmes seules et vieillissantes. À l'étage, elle découvre que Duchesse est morte et, dans un moment d'émotion, se voit morte à sa place. 
Plus tard, Ronny trouve Patricia ivre dans un bar clandestin, et après l'avoir vue rejeter Scoop, Ronny la rejoint et ils sont réunis.

## Fiche technique
- Titre original : Left Over Ladies
- Réalisation : Erle C. Kenton
- Scénario : Robert Presnell Sr., Ursula Parrott
- Décors : Ralph De Lacy
- Photographie : John Stumar
- Son : J. A. Stransky Jr.
- Montage : Martin G. Cohn
- Production : Robert Presnell Sr.
- Société de production : Tiffany Productions
- Société de distribution : Tiffany Productions
- Pays d'origine :  États-Unis
- Langue originale : anglais
- Format : Noir et blanc  — 35 mm — 1,37:1 — son mono
- Genre : drame
- Durée : 69 minutes
- Dates de sortie : États-Unis : 1er octobre 1931

## Distribution
- Claudia Dell : Patricia Worth
- Marjorie Rambeau : Duchesse
- Walter Byron : Ronny Worth
- Alan Mowbray : Jerry Reynolds
- Dorothy Revier : Amy Reynolds
- Rita LaRoy : Vera Lane
- Roscoe Karns : "Scoop" O'Connor
- Selmer Jackson : Wilson Churchill